# 다비데 차파코스타
다비데 차파코스타(이탈리아어: Davide Zappacosta, 1992년 6월 11일 ~ )는 아탈란타에서 오른쪽 수비수로 뛰는 이탈리아의 축구 선수이다.

## 축구 경력
차파코스타는 1998년에서 2008년까지 소라 유소년팀에서 뛰었고, 그 다음 또다른 라치오 주의 팀 이솔라 리리로 이적했고 2009-10 시즌 이솔라 리리에서 프로 생활을 시작하였으며 또한 베레티 U-20 대회에도 출전하였다. 2011년 1월, 그는 공동 소유 계약을 통해서 아탈란타에 입단했고 프리마베라(20세 이하팀)에서 뛰었다. 그는 프리 시즌 기간에 1군팀 친선전에 출전하였지만, 세리에 A 계획에서는 잉여 자원 취급을 받았다. 2011년 8월 31일, 그는 아벨리노와 임시 계약을 맺었다.